# Elia Capriolo
Elia Capriolo (-1519) fue un jurisconsulto y cronista de Italia.

## Biografía
Capriolo, llamado Capreolus,  fue un jurista, gentilhombre y poeta erudito, nacido en Brescia en el siglo XV quien publicó una crónica en latín de esta villa insertada por Pieter Burmann (1668-1741), alumno de Johann Georg Graevius (1632-1703), profesor de historia y elocuencia en la universidad de Utrecht, en Thesaurus antiquitatum et historiam italiae, 1704-25, 10 v.
La primera edición de la obra de  Capriolo es rara, y sin fecha, mas contiene el relato de los acontecimientos desde la fundación de Brescia hasta el año 1500 y aparecieron en 14  libros, el 13 y el 14 manuscritos, y continua la narración hasta 1510, traducida al italiano por el abad de Candiana de la orden de canónigos regulares en la provincia de Rovigo Patrizio Spini quien continuo la obra y describe la peste que desoló la ciudad en 1577, conteniendo los 12 primeros libros (la epidemia en Brescia fue además reseñada por otros autores: el médico Feliciano Betera en Noctium Brixianarum, 1591 y Storia medico-fisica dello peste di Brescia accaduta  nel 1577; el capuchino Mattia Bellintano en Dialogo della Peste; Francesco Robacciolo en una Cronichetta en el archivo notarial de la ciudad; Pluda en un escrito inédito, Vedi, <<Apéndice>>; las cartas  de Vescovo Bollani que envió al vicario general Giacomo Rovellio ausente de la ciudad, en el capitolio de la catedral).
Capriolo escribió otras siguientes obras: una obra de confirmación de la fe cristiana con opúsculos del poeta y carmelita italiano   Baptista Mantuanus (1448-1516) quien satirizó la corrupción de la Iglesia y su obra poética fue publicada en 4 v. en 1502, editando en Verona, 2013 Daniela Marroni un estudio de su obra poética Alfonsus y editando en Bolonia, 2010, Andrea Severi un estudio de Adolescentia; defensa de los estatutos de Brixia donde se instalaron los galos cenómanos de la Galia transalpina que constituían parte de la confederación de los aulercos que invadieron Italia en el siglo IV a. C. de donde arrojaron a los euganei y se situaron al Norte del Po, entre el Adigio y el río Adda, territorio que ocuparon corresponde a Mantua y Brescia; una obra de lo suntuoso en los funerales; una epístola que trata de la patria de Plinio; epigramas; en el cuarto libro de su crónica hace mención de la obra Verbum, quod patrio pectore fluxerat de Fausto Sabeo (1478-1558).

## Obra
- De ambitiones et sumptibus funerum minuendis, sin año, in-4º.
- De voluptate libellus et de Nimio vivendi affectu
- Epistola ad Franciscum Arigoneum
- Epistola ad Agustinum Emilium, Brescia, 1496.
- Epigrammi (manuscrita)
- Junto a B. Mantuanus y G. Taberio da Brescia De patientia aurei libri tres, Jacobum de Leuco, 1499.
- Chronica de rebus Brixianorum ad senatus populum que Brixianum opus, 1505.
- De confirmiatione christianae fidei, 1514; 1519.
- Delle historie bresciane, Brescia, P.M. Marchetti, 1585 (también edición de 1630)
- Dell'istoire della città di Brescia, A. Savioli ed A. Camporese, 1744  (reeditada en Bologna, 1976).